# Drăguțești
Drăguțești is een Roemeense gemeente in het district Gorj.
Drăguțești telt 5261 inwoners.